# Държилово (община Сопище)
 Тази статия е за селото в Северна Македония.  За селото в Гърция вижте Държилово (дем Негуш).  
Държилово (на македонска литературна норма: Држилово) е село в община Сопище, Северна Македония.

## География
Разположено е в областта Торбешия в западното подножие на планината Караджица.

## История
В XIX век Държилово е помашко село в Скопска каза на Османската империя. Според статистиката на Васил Кънчов („Македония. Етнография и статистика“) от 1900 г. Държилово е населявано от 300 жители българи мохамедани.
След Междусъюзническата война в 1913 година селото попада в Сърбия.
През 1922-1923 година в селото е открита поща, която функционира до 6 април 1941 година.
На етническата си карта от 1927 година Леонард Шулце Йена показва Държилово (Daržilovo) като албанско село. На етническата си карта на Северозападна Македония в 1929 година Афанасий Селишчев отбелязва Държилово като албанско село.
По време на българското управление във Вардарска Македония в годините на Втората световна война, Драган В. Спасов от Дебър е български кмет на Държилово от 31 май 1943 година до 19 май 1944 година.
Според преброяването от 2002 година селото има 362 жители.
| Националност     | Всичко |
| северномакедонци | 115    |
| албанци          | 0      |
| турци            | 242    |
| роми             | 0      |
| власи            | 0      |
| сърби            | 0      |
| бошняци          | 0      |
| други            | 5      |